# Pavel Etingof

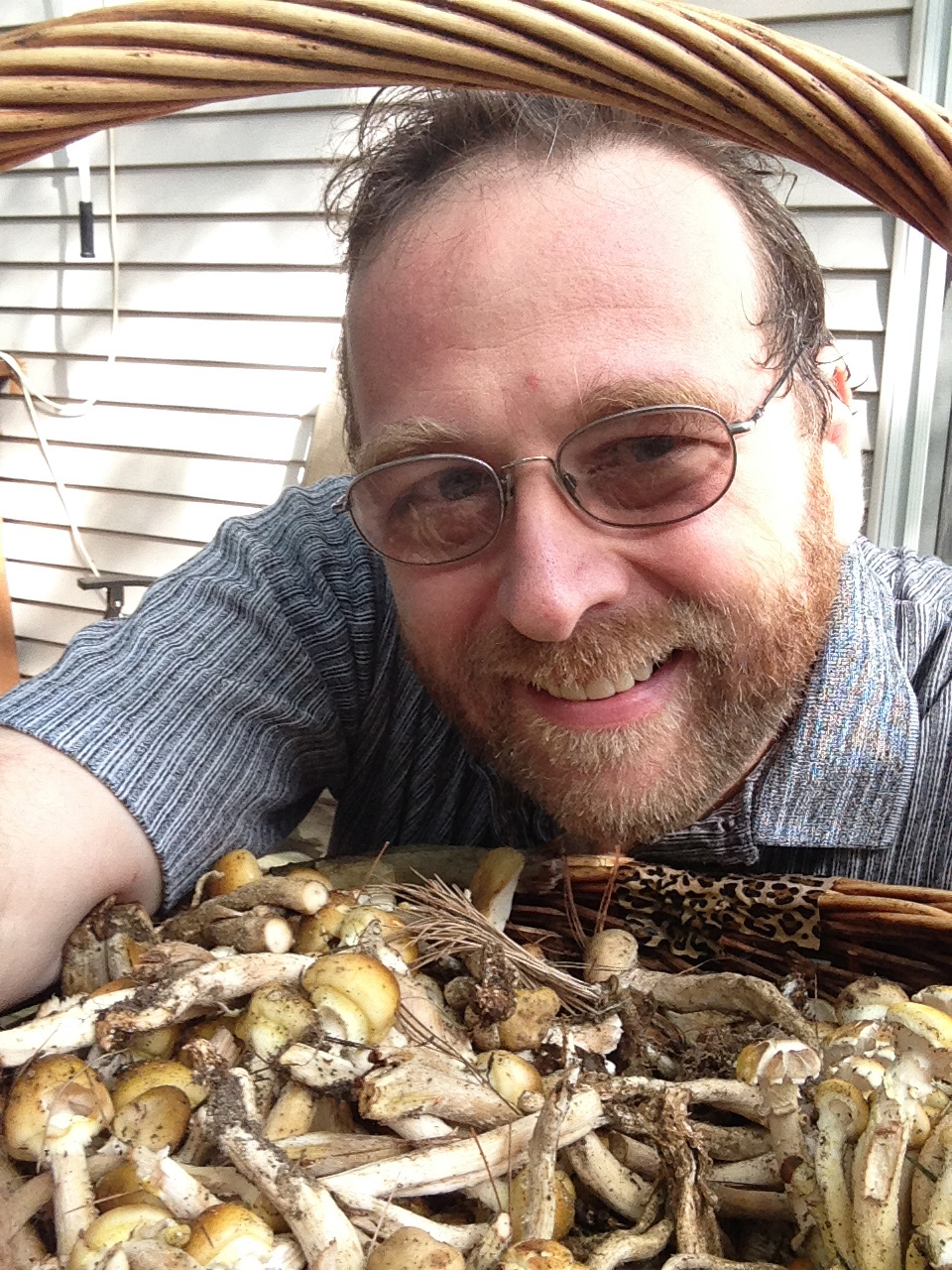
Pavel Etingof (2014)

Pavel Ilyich Etingof (* 1969 in Kiew, Ukrainische Sozialistische Sowjetrepublik) ist ein amerikanischer Mathematiker und Professor am MIT Department of Mathematics.

## Leben
Etingof erhielt sein Diplom in angewandter Mathematik 1989 an der Gubkin-Universität für Erdöl und Gas in Moskau, ging dann in die USA und wurde 1994 bei Igor Frenkel an der Yale University promoviert (Representation Theory and Holonomic Systems). Danach war er Benjamin Peirce Assistant Professor an der Harvard University, ab 1998 Assistant Professor und seit 2005 Professor am Massachusetts Institute of Technology (MIT). Er forscht im Schnittfeld von mathematischer Physik (exakt integrable Systeme) und Darstellungstheorie, zum Beispiel über Quantengruppen.
1999 war er Fellow des Clay Mathematics Institute. 2002 war er Invited Speaker auf dem Internationalen Mathematikerkongress in Peking (On the dynamical Yang-Baxter-Equation). Er ist Fellow der American Mathematical Society. 2016 wurde er zum Mitglied der American Academy of Arts and Sciences gewählt.
Im Jahr 2010 startete Etingof MIT PRIMES („Program for Research in Mathematics, Engineering and Science for High School Students“) an der Fakultät für Mathematik, ein kostenloses Bildungsprogramm für Schülerinnen und Schüler mit dem Schwerpunkt auf der Erhöhung des Anteils von Frauen in der Mathematik. „Yulia's Dream“ ist ein PRIMES-Programm für besonders begabte ukrainische Jugendliche, das der Mathematikerin Yulia Zdanovska (2000–2022) gewidmet ist, die im Ukraine-Krieg getötet wurde.

## Schriften
- mit Frédéric Latour The dynamical Yang-Baxter equation, representation theory, and quantum integrable systems, Oxford University Press 2005
- mit Igor Frenkel, Alexander Kirillov Jr. Lectures on representation theory and Knizhnik-Zamolodchikov equations, American Mathematical Society 1998
- mit Alexander Nikolajewitsch Wartschenko Why the boundary of a round drop becomes a curve of order four, American Mathematical Society 1992
- Calogero-Moser-Systems and Representation Theory, European Mathematical Society 2007 (Zürich Lecture Notes in Advanced Mathematics)
- mit anderen Introduction to Representation theory, Student Mathematical Library, American Mathematical Society 2011
- Herausgeber mit anderen The unity of mathematics: in honor of the ninetieth birthday of I. M. Gelfand, Birkhäuser 2006
- als Herausgeber: Quantum Groups (Konferenz Technion 2004), American Mathematical Society 2007